# Горохов, Борис
Борис Горохов (род. 2 ноября 1939, Ленинград) — советский гребец. Мастер спорта СССР.
Работал радистом в Ленинграде. Занимался в спортивном обществе «Труд».
Побеждал на международном турнире в честь 100-летия отечественного гребного спорта в восьмерке.
Участник Олимпийских игр 1960 года в Риме, где соревновался в восьмёрке. Кроме Горохова в составе экипажа были Лоренцсон, Баленков, Баринов, Богачев, Дундур, Гомолко, Иванов и Малик.